# نجمة الفارس الأميرية
نجمة الفارس الأميرية (الاسم العلمي:Hippeastrum aulicum) هي نوع من النباتات تتبع جنس نجمة الفارس من الفصيلة النرجسية.